# آيت النص إيسك (تيوغزة)
آيت النص إيسك هي إحدى مشيخات المملكة المغربية، تتبع جغرافيا لإقليم سيدي إفني وإداريًا لتيوغزة. يقدر عدد سكانها بـ 3589 نسمة حسب الإحصاء الرسمي للسكان والسكنى لسنة 2004.